# Биторайці
45°25′ пн. ш. 15°17′ сх. д. / 45.41° пн. ш. 15.29° сх. д.
Биторайці (хорв. Bitorajci) — населений пункт у Хорватії, у Карловацькій жупанії у складі громади Босилєво.

## Населення
Населення за даними перепису 2011 року становило 16 осіб.
Динаміка чисельності населення поселення: